# Теофил Теофилов
Теофил Петков Теофилов е български архитект.

## Биография
Роден е на 21 декември 1944 година в Пловдив, в семейството на Петко и Димитрия Теофилови. Израснал и живял в Копривщица.
Завършва Архитектурния факултет във Висшия инженерно строителен институт през 1968 г. От 1969 година е член на Съюза на архитектите в България. Специализира в Международния център за изследвания, консервация и реставрация на културни ценности (ICCROM) в Рим, Италия от 1972 до 1973 година.
През 1973 г. печели конкурс за научен сътрудник в областта на теорията, историята, реставрацията и консервацията на паметници на културата към Институт по изкуствознание при БАН – НИЛ при НИПК. В периода 1986 – 1989 година специализира управление на културните процеси в Москва. От завършването на висшето си образование до 1986 година работи като проектант и научен сътрудник към Националния институт за паметниците на културата. Главен архитект е, а от 1986 до 1988 година е и кмет на Велико Търново.
От 1989 година е директор на Националния музей на архитектурата във Велико Търново. Сред реализираните му проекти са реставрациите на църквите „Св. Димитър Солунски“ – квартал Асенов и „Св. Четиридесет мъченици“ в Търново, църквите „Рождество Христово“, „Св. Георги“ и „Св. Атанасий“ в с. Арбанаси, „Св. Петър и Павел“ и „Св. Димитър“ в гр. Свищов, Тракийски култов комплекс, край с. Свещари, Голяма базилика в Плиска, Кръгла (Златна) църква – Преслав, обекти в Царевец, Борис-Деневата къща, Къщата с маймунката, Мост на Кольо Фичето в гр. Бяла и други обекти от съкровищницата на българската средновековна и възрожденска архитектура.
Автор е на около 60 научни статии по направени изследвания на културни паметници от Античността, Средновековието и Българското възраждане. Носител е на орден „Кирил и Методий“ I и II степен и награда „Оборище“, която се присъжда от Сдружението на възрожденските градове за принос в утвърждаването на националната идентичност.
През 2005 е удостоен с наградата „Велико Търново“ за цялостната му изследователска и професионална дейност, свързана с проучването и съхраняването на културно-историческото наследство на Велико Търново и във връзка с неговата 60-годишнина.
Умира на 12 март 2008 година във Велико Търново и е погребан в Копривщица.
На 22 март 2025 г. Теофил Теофилов е обявен за Почетен гражданин на Велико Търново.